# Lydie de Thyatire
Lydie de Thyatire (ville de Mysie) était une négociante en pourpre installée à Philippes en Macédoine. Initialement juive grecque, elle « s'attacha aux paroles de l'apôtre Paul » (Ac 16,14). Avec sa famille, elle reçoit le baptême et offre l’hospitalité à Paul (et probablement Luc).
Elle est célébrée le 20 mai en Occident, et le 3 août par les Églises d'Orient